# Aristokles (attischer Bildhauer)
Aristokles (altgriechisch Άριστοκλῆς) war ein griechischer Bildhauer, der in der archaischen Zeit wirkte.
Aristokles war in Athen tätig. Seine Signatur befindet sich auf der erhaltenen Basis einer Grabstatue des Kariers Tymnes, Sohn eines Skylax, der in Athen starb und dort begraben wurde. Die Statue ist nicht erhalten. Schon zum Bau der themistokelischen Stadtmauer wurde offenbar auch die erhaltene Basis verwendet, später beim Bau des Südost-Turmes des Dipylon. Eine Identifikation mit einem der gleichnamigen anderen in Attika tätigen Bildhauer archaischer Zeit ist nicht beweisbar.